# Aïcha Fofana
Aïcha Aminata Laïla Fofana (1957 – 10 tháng 8 năm 2003) là một dịch giả và tác giả người Mali. Với Mariage: on copie (1994), bà trở thành người phụ nữ đầu tiên ở Mali xuất bản một cuốn tiểu thuyết. Là một nhà hoạt động vì nữ quyền, các bài viết của bà nhằm mục đích cải thiện các điều kiện xã hội cho phụ nữ ở Mali.

## Tiểu sử
Sinh ra ở Bamako, Mali, năm 1957, Aïcha Fofana là con gái của Bénitiéni Fofana (1928–1991), người từng là Bộ trưởng Bộ Y tế của Mali. Sau khi học tại trường tiểu học ở Bamako và tại Bordeaux, Pháp, bà đã theo học tại Lycée Notre-Dame ở Nigeria. Bà tiếp tục học ngôn ngữ, đầu tiên tại Sorbonne, sau đó tại Đại học Mannheim, Đức và tại Oxford. Với sự thành thạo tiếng Pháp, tiếng Đức và tiếng Anh, sau đó bà làm phiên dịch và phiên dịch.
Quyển tiểu thuyết đầu Mariage: on copie thăm dò quan điểm thông thường của phụ nữ Mali, kể câu chuyện về bốn người trong số họ gặp phải những vấn đề khác nhau do nguồn gốc và địa vị dân tộc đa dạng của họ. Bằng cách mô tả cách phụ nữ giải quyết các vấn đề hôn nhân của họ, cuốn tiểu thuyết bắt đầu cho thấy xã hội Mali đang đi đúng hướng. Quyển tiểu thuyết thứ hai La fourmilière (The Anthill) được xuất bản sau năm 2006. Nó mang đến những khó khăn của xã hội Mali như được đại diện bởi cuộc sống của một gia đình lớn. Tiêu đề của bà được lấy cảm hứng từ các tầng lớp xã hội có thể được so sánh với các thuộc địa của kiến.
Thất vọng vì thời gian để xuất bản sách, Fofana quyết định chuyển sang nhà hát nơi cô có thể dựa vào việc truyền đạt ý tưởng của mình nhanh hơn nhiều. Tháng 4 năm 1997, vở kịch đầu tiên của bà Excellence on fait le ménage đã được trình bày tại Trung tâm văn hóa của Bamako.Vì nó chỉ trích tham nhũng chính trị, nó đã gây ra một sự khuấy động, cả trong số các diễn viên và những người đến xem nó. Vở kịch thứ hai L'Africaine de Paris no 2, trình diễn và năm sau, kể câu chuyện về một người Mali kết hôn với một người phụ nữ địa phương chỉ để phát hiện ra rằng người vợ đầu tiên của anh ta, cũng là một người châu Phi mà anh ta kết hôn ở Paris, đến nhận anh ta làm chồng, làm đảo lộn cuộc sống gia đình.
Fofana cũng được nhớ đến như một người ủng hộ dũng cảm cho nữ quyền. Năm 1998, bà là thành viên sáng lập của Hiệp hội Nhân quyền Mali. Bài viết của bà thường tập trung vào việc cải thiện điều kiện xã hội cho phụ nữ châu Phi.
Aïcha Fofana đột ngột qua đời tại Bamako vào ngày 16 tháng 8 năm 2003.

## Tác phẩm tiêu biểu
Novels
- Mariage, on copie. Editions Jamana. 1994. ISBN 2-910454-04-5.
- La fourmilière: roman. Editions "La Ruche à livres"/Librairie Traoré. 2006. ISBN 978-99952-50-06-5.

Plays
- Excellence on fait le ménage. University of Western Australia. 1997.
- L'Africaine de Paris no 2. University of Western Australia. 1998.